# Montforthaus Feldkirch

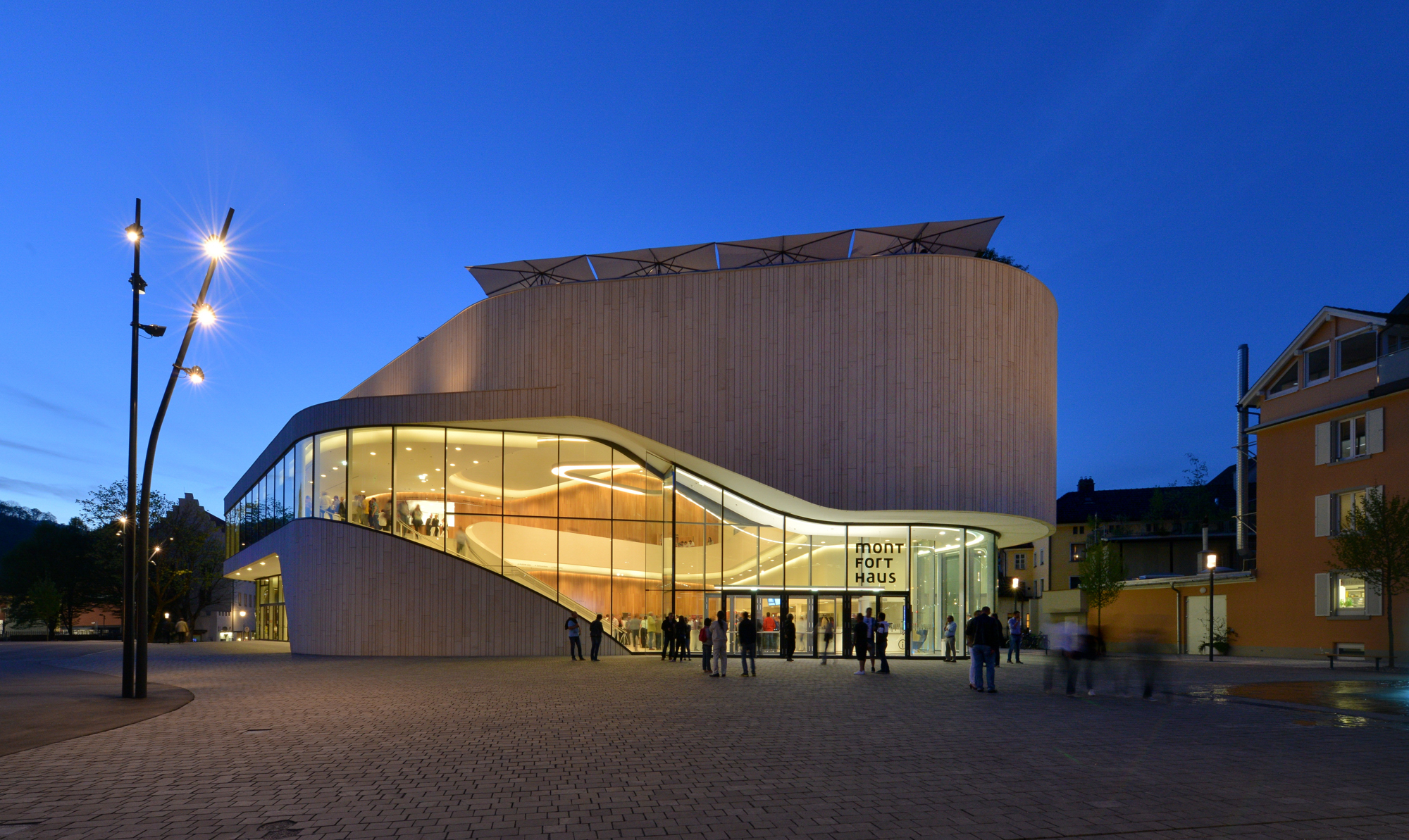
Haupteingang des Montforthauses in der Abenddämmerung

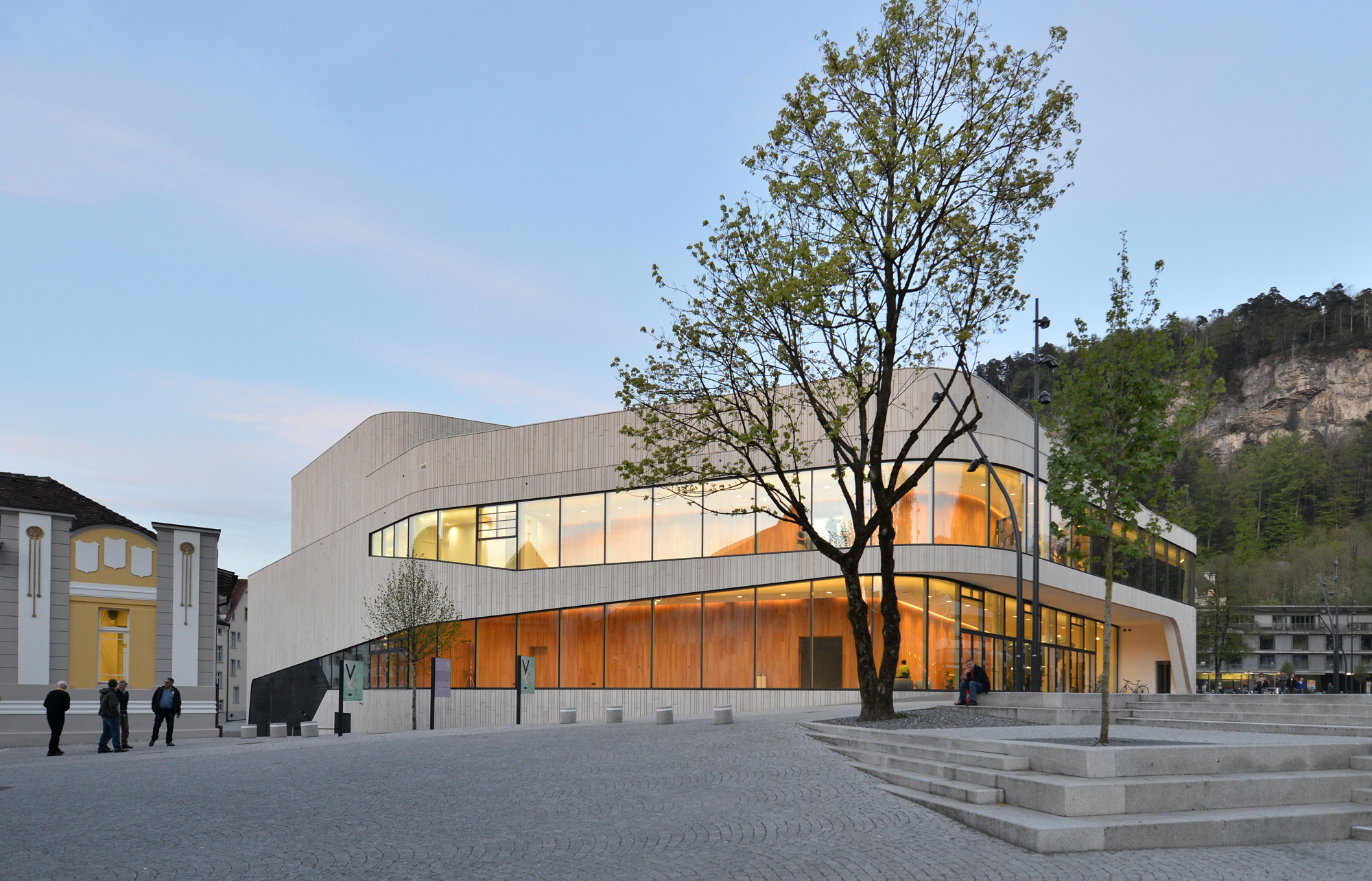
Seitliche Ansicht des Montforthauses

Das Montforthaus Feldkirch ist ein Kultur- und Kongresszentrum in der österreichischen Stadt Feldkirch im Bundesland Vorarlberg. Es befindet sich am Rande der mittelalterlichen Feldkircher Altstadt und wurde nach einem umfangreichen Um- und Neubau im Jänner 2015 neu eröffnet.
Der Name Montforthaus verweist auf das im Mittelalter in Feldkirch ansässige Adelsgeschlecht der Grafen von Montfort. Betreiber des Hauses ist die Montforthaus Feldkirch GmbH, eine Tochtergesellschaft der Stadt Feldkirch.

## Geschichte

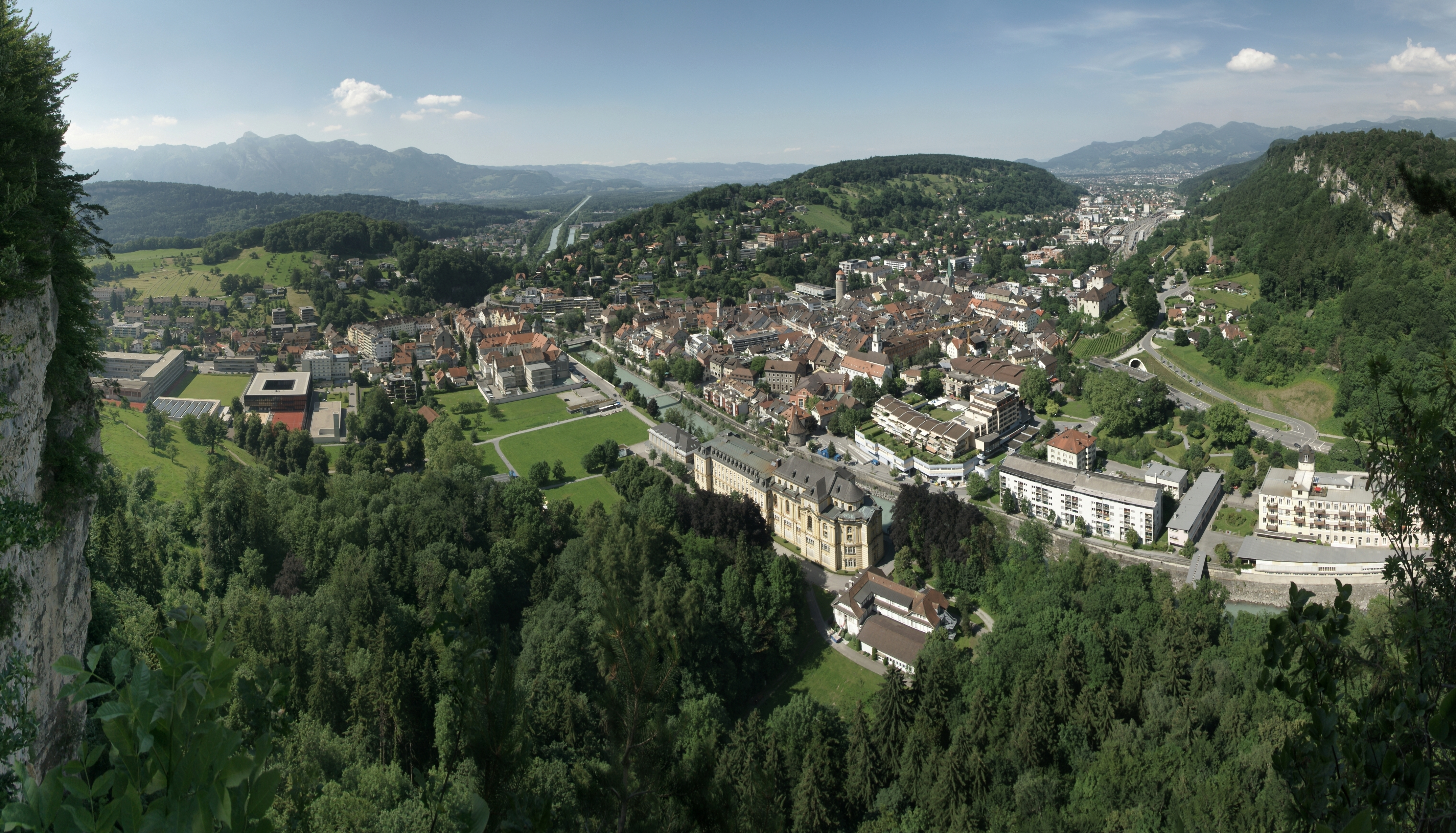
Vorgängergebäude von 1975 (siehe Annotierung)

Der Architekt Lois Welzenbacher schuf 1925/1926 das architektonisch besonders wertvolle und damals einzigartige Gebäude der "Fest- und Markthalle" am Leonhardsplatz im Hinblick auf die Vorarlberger Gewerbeausstellung 1927. Es wurde im August 1926 mit dem 2. Vorarlberger Sängerbundfest eingeweiht. Die Halle wird auch als Feldkirchner "Volkshalle" bezeichnet. 
Der Ostteil des Gebäudes war dabei mit zwei charakteristischen 20 m hohen kegelförmigen Türmen besonders bekannt. Dieser Teil wurde ab 1933 als Tonhallenkino genutzt. Während der Zeit des Nationalsozialismus in Österreich wurde die „Volkshalle“ in der Folge teilweise als Heulager und Aufbewahrungsort für Lazarettgegenstände genutzt. Nach dem Ende des Zweiten Weltkriegs wurde in ihr von der französischen Besatzungsmacht kurzzeitig ein Kriegsgefangenenlager eingerichtet.
In der Nacht vom 6. auf den 7. Juli 1973 brannte das komplette Gebäude infolge eines Brandes durch einen Kugelblitz-Einschlag bis auf die Grundmauern nieder. Die Stadtvertretung von Feldkirch beschloss deshalb den Neubau bzw. die Sanierung des Gebäudes, woraufhin dieses im Jahr 1975 nunmehr unter dem Namen „Stadthalle“ wiedereröffnet wurde. Einen weiteren Umbau verbunden mit einem Namenswechsel erfuhr das Gebäude im Jahr 1990, als es einen Anbau erhielt und auf den Namen „Montforthaus“ getauft wurde.
Anfang des 21. Jahrhunderts wurde die Frage nach der Sanierung des in die Jahre gekommenen Gebäudes immer drängender. Nachdem klar wurde, dass eine solche unverhältnismäßig teuer und zudem nur als Übergangslösung möglich wäre, beschloss die Feldkircher Stadtvertretung am 3. Juli 2007 einstimmig, dass das Montforthaus neu errichtet werden solle. Als Architekten wurden im Rahmen eines internationalen Architekturwettbewerbs das Berliner Büro Hascher Jehle Architektur in Zusammenarbeit mit dem Bludenzer Architekturbüro Mitiska Wäger ausgewählt. Am 29. Juni 2010 erfolgte der Planungsbeschluss und die Vergabe der Planungen an die Wettbewerbsgewinner. Der eigentliche Baubeschluss wurde am 9. Oktober 2012 von der Stadtvertretung gefällt. Von Oktober bis Dezember 2012 wurden  die Abrissarbeiten am alten Montforthaus durchgeführt.
Im April 2013 erfolgte die Grundsteinlegung für den Neubau, am 8. November desselben Jahres wurde die Dachgleiche gefeiert und im November 2014 war der Bau fertiggestellt. Offiziell eröffnet wurde der Neubau am 2. Jänner 2015 im Beisein von Landeshauptmann Markus Wallner und Bürgermeister Wilfried Berchtold.
In einem 2025 veröffentlichten Bericht kritisierte der österreichische Rechnungshof die Gebarung der Montfothaus GmbH scharf, die das Montforthaus betreibt. Unter anderem war 2021 ein Geschäftsführer ohne entsprechende vertragliche Grundlage bestellt worden. Außerdem konnte man dem Rechnungshof „keine nachvollziehbaren Auswertungen über die Veranstaltungen im Montforthaus und im Alten Hallenbad sowie zu den Besucherzahlen vorlegen.“ Bemängelt wurden auch die hohen Kosten für das Stadtbudget. Das Montforthaus hatte 2024 einen Gesellschafterzuschuss von 2,67 Millionen Euro benötigt. Insgesamt schlug es im Stadthaushalt mit 4 Millionen Euro zu Buche. Die Stadt Feldkirch sagte dem Rechnungshof die weitgehende Umsetzung seiner Empfehlungen zu.

## Architektur
Das gesamte Gebäude umfasst eine Nutzfläche von rund 37.000 m². Im Großen Saal des Montforthauses finden – je nach Bestuhlung – bis zu 1150 und stehend bis zu 3.000 Personen Platz, im Kleinen Saal bis zu 270. Weiters umfasst das Gebäude vier Seminarräume für 60 bis 100 Personen, einen Gastronomiebetrieb im Dachgeschoß und eine dazugehörige Dachterrasse sowie eine öffentliche Tiefgarage mit 138 Parkplätzen für Autos und 30 Parkplätze für Fahrräder. Auch die öffentliche Touristeninformation der Stadt Feldkirch befindet sich im Foyer des Montforthauses.
Die Architekten sind Hascher Jehle Architektur (Berlin) in Zusammenarbeit mit Mitiska Wäger Architekten (Bludenz). Für die Tragwerksplanung zuständig war Bernard & Brunnsteiner (Hall), die akustische Planung übernahm Graner + Partner und die Lichtgestaltung erfolgte durch LDE.

### Außenarchitektur
Das Montforthaus befindet sich am Rande der mittelalterlichen Altstadt von Feldkirch. Während seine formale Artikulation betont modern ist, greift das Material den traditionellen Jura-Marmor der Region auf.

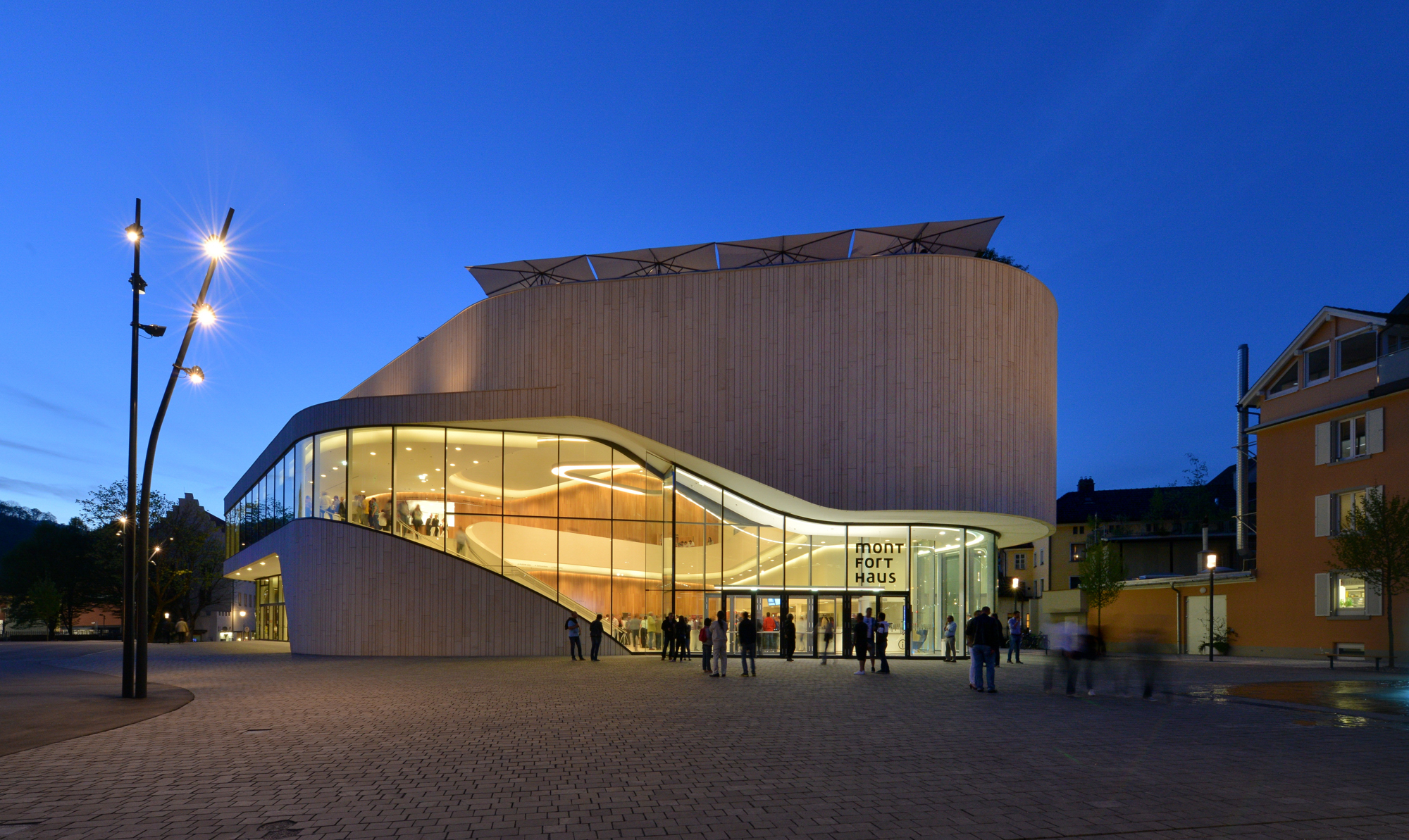
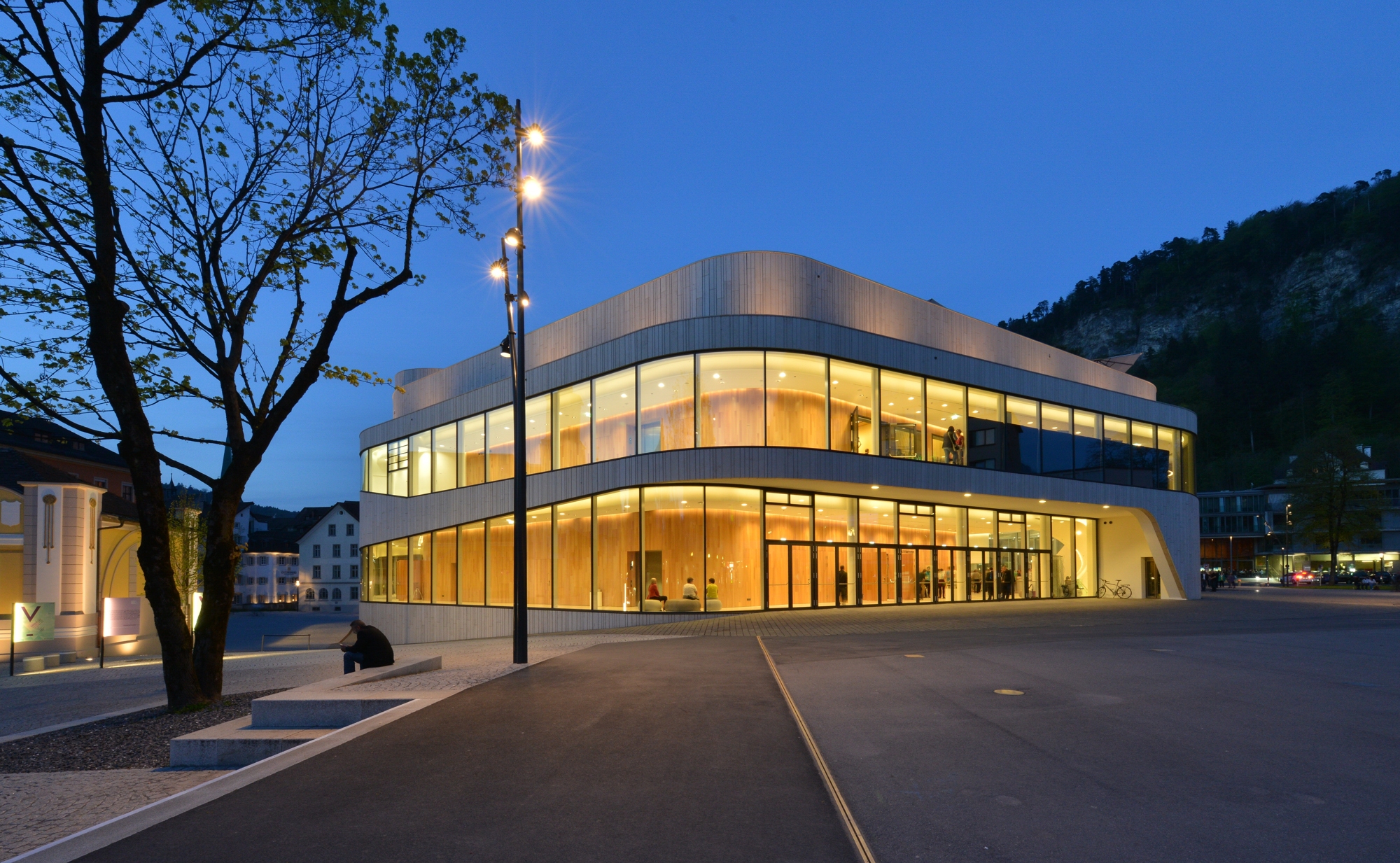
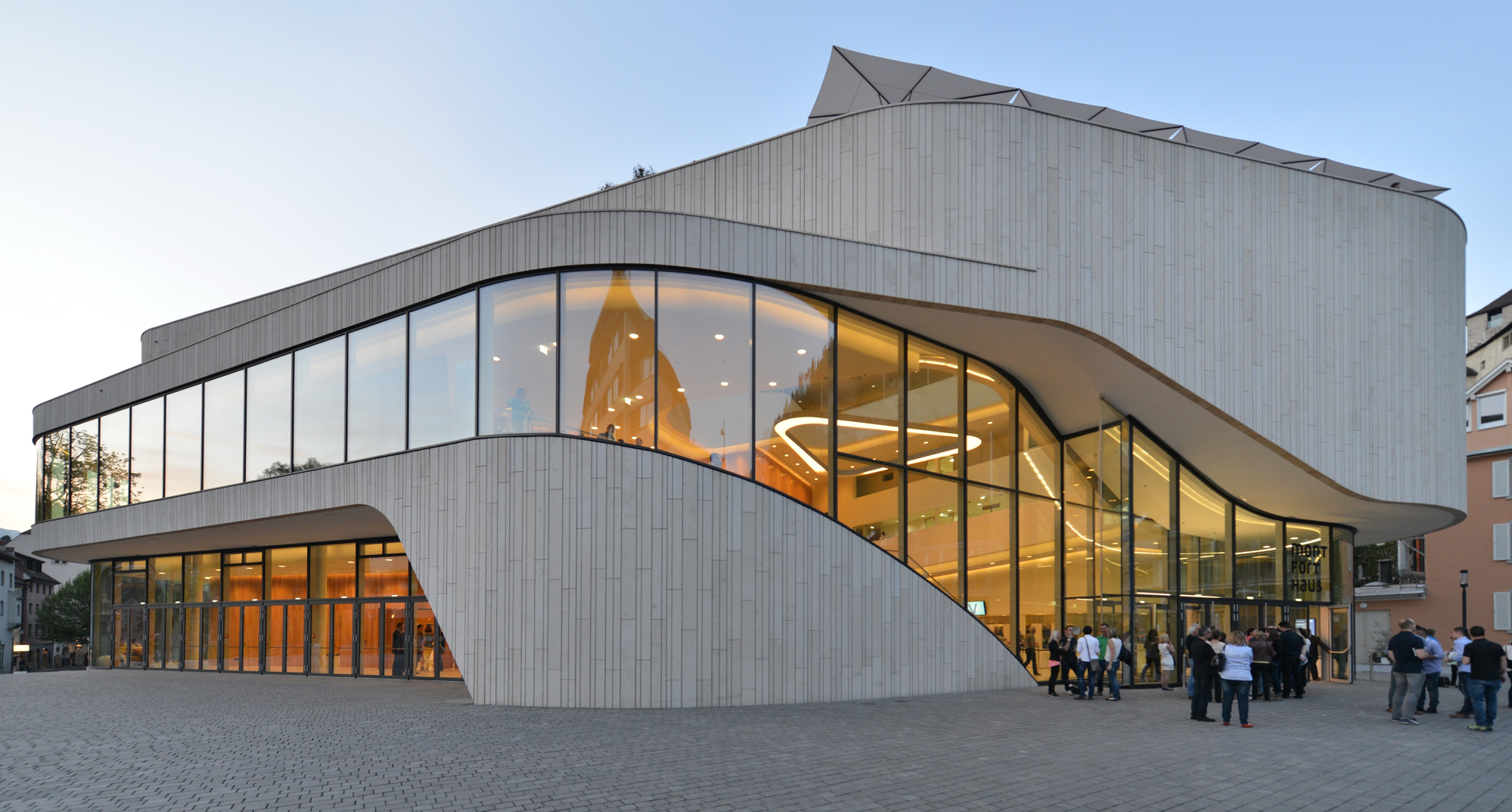
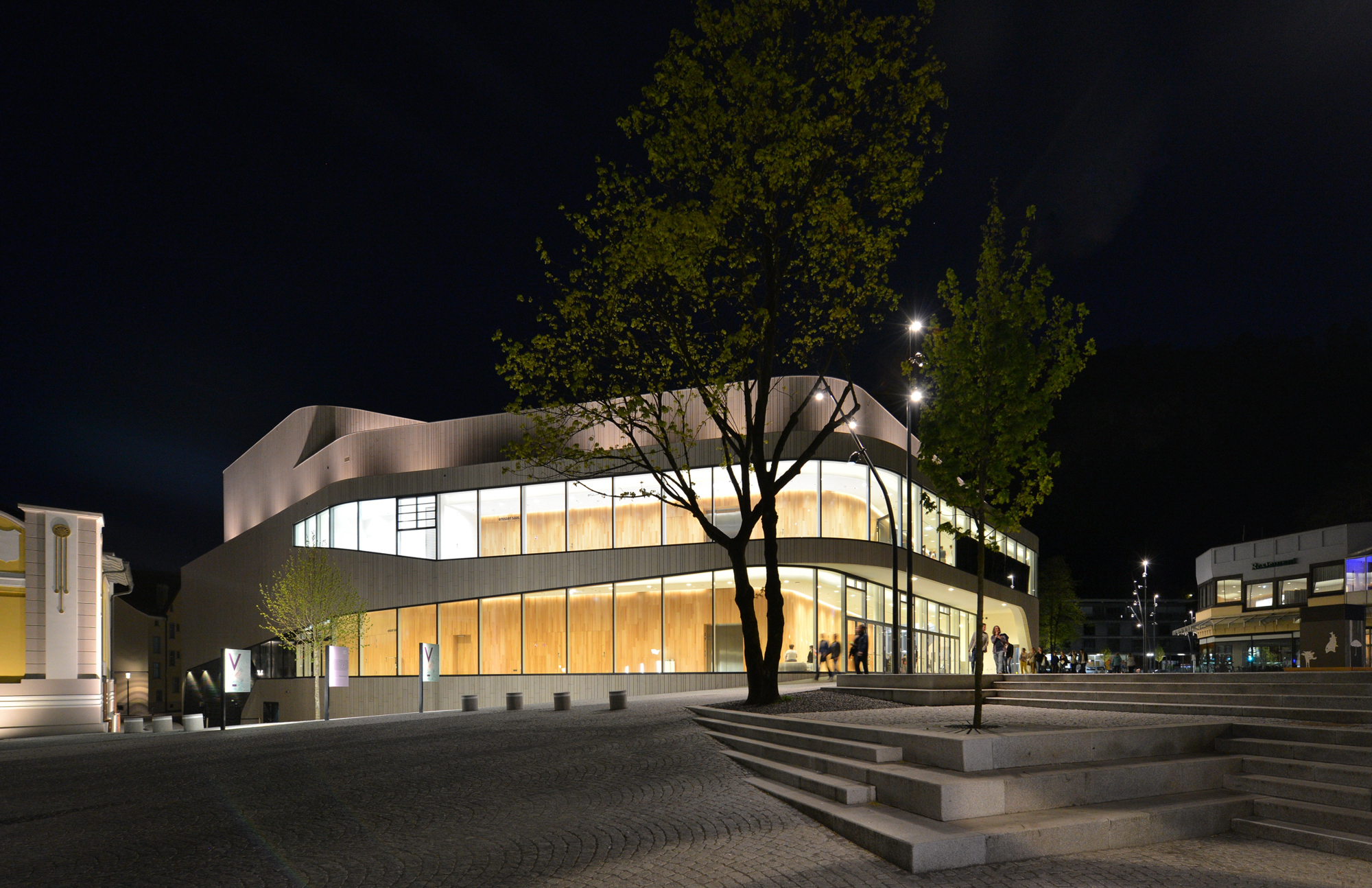
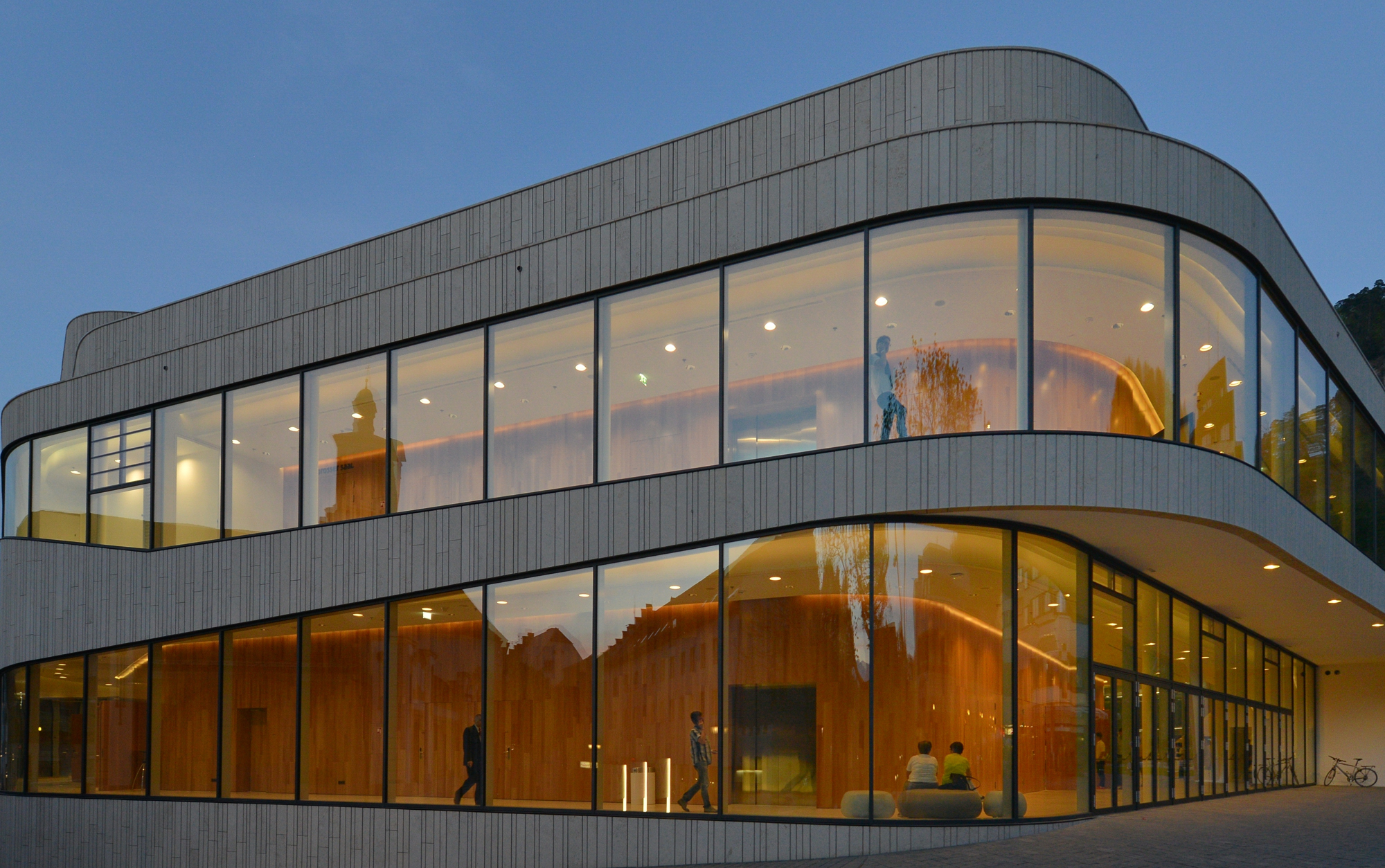
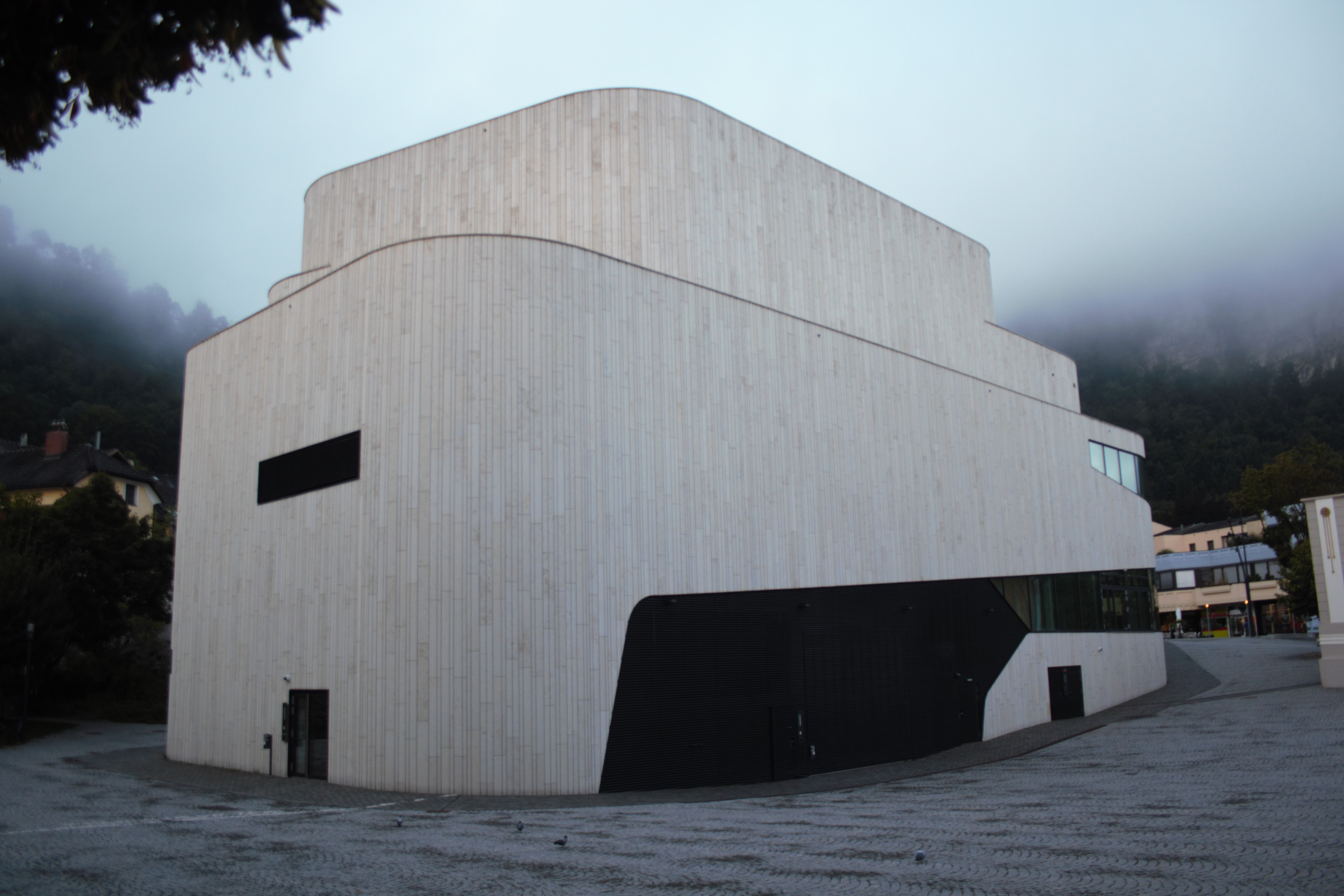

### Innenarchitektur
Das neue öffentliche Gebäude bietet insgesamt 12.700 m2 Bruttogeschoßfläche. Die funktionalen Kernelemente des Gebäudes verteilen sich direkt um das Foyer und können je nach Bedarf verbunden oder getrennt werden.

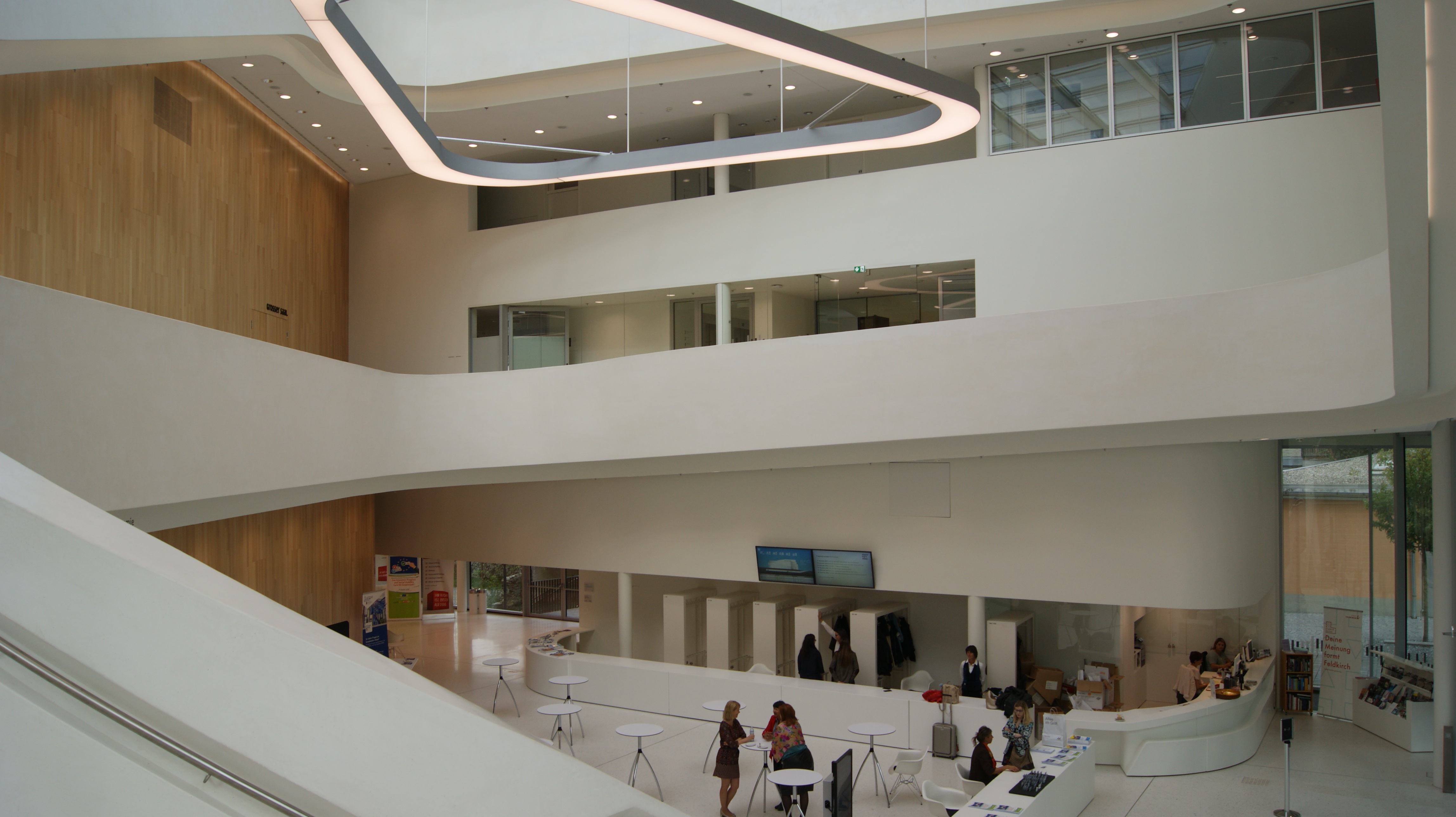
Das Foyer
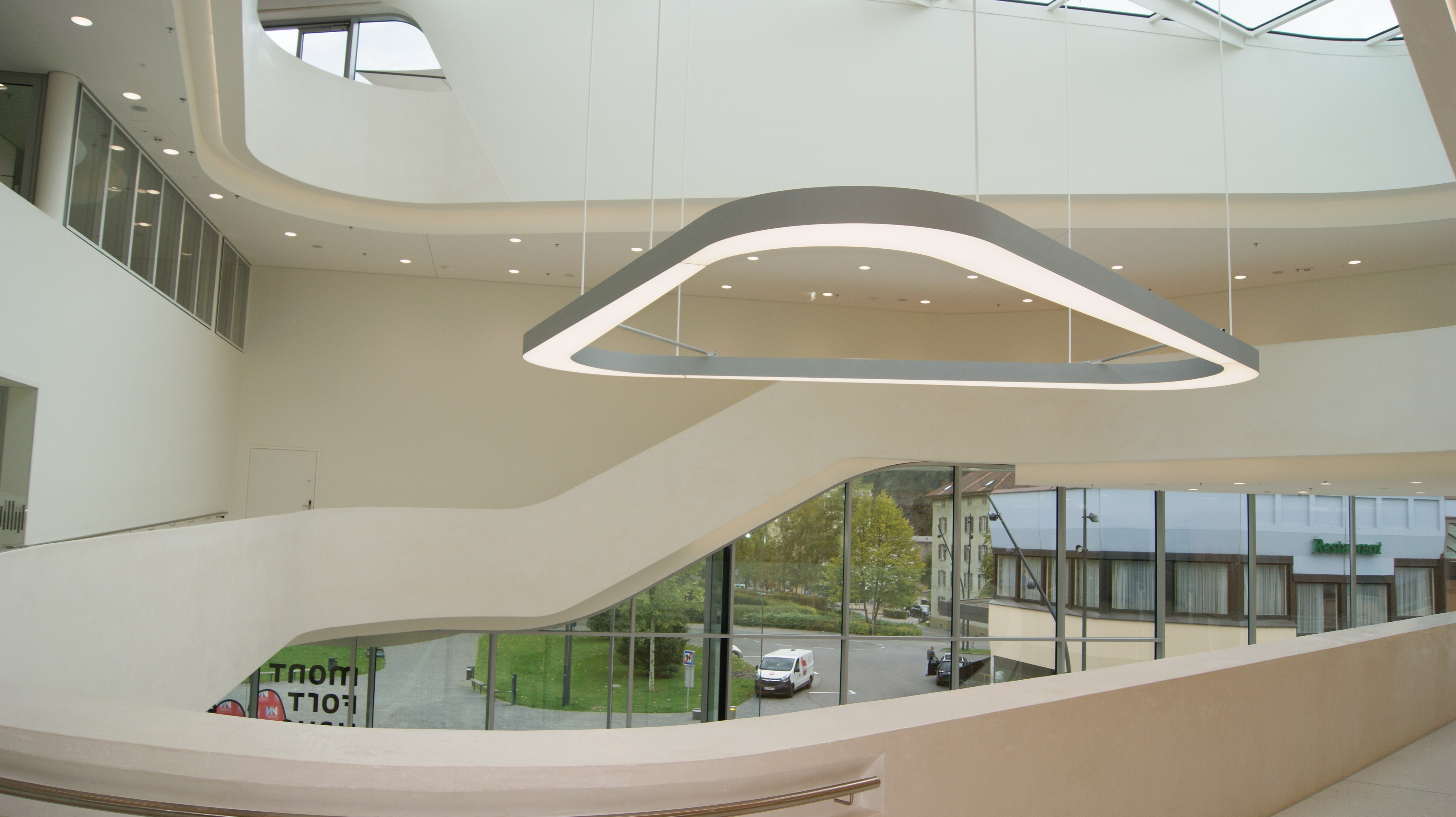
Hängelampe im Foyer
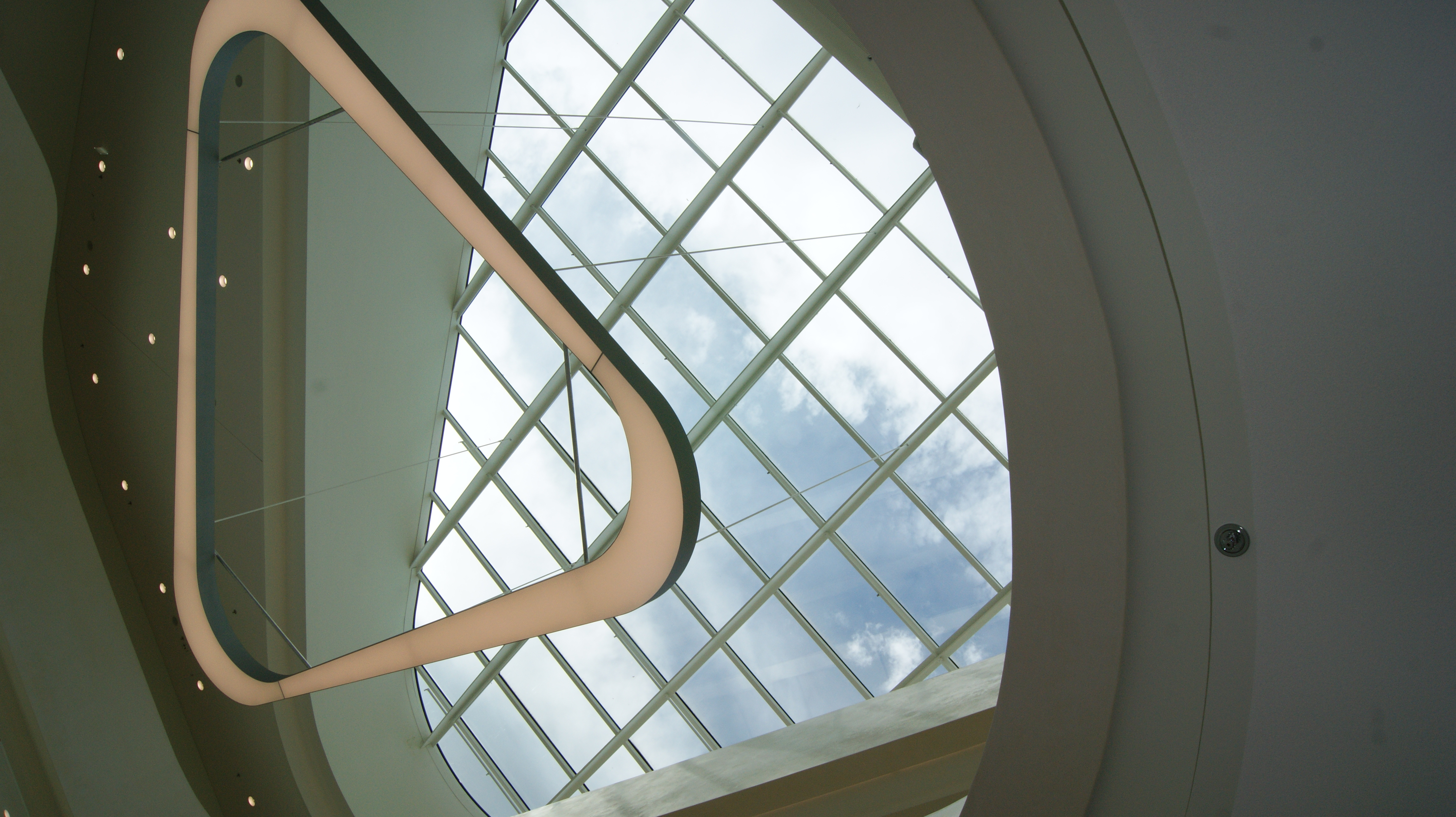
Blick an die Decke des Foyers

## Auszeichnungen
- Jahr: klimaktiv Gold für Nachhaltigkeit
- 2015: Österreichischer Staatspreis DESIGN  (Finale)
- 2015: 7. Vorarlberger Hypo-Bauherrenpreis
- 2016: PILGRAM – Preis für Architektur und Naturstein
- 2016: ICONIC AWARDS
- 2017: Deutscher Lichtdesign-Preis in der Kategorie Kulturbauten[13]
- 2017: Österreichischer Staatspreis Architektur und Nachhaltigkeit[14]